# Kad bi' bio bijelo dugme
Kad bi' bio bijelo dugme prvi je studijski album sarajevskog rock sastava Bijelo dugme, koji izlazi u studenom 1974.g. Album snimaju dvadesetak dana u ljubljanskom studiju "Akademik", nakon završene turneje na kojoj su nastupali kao predgrupa "Jugoslavenskoj pop selekciji" Tihomira Asanovića. Materijal na albumu se sastoji od šest skladbi, producent je Vladimir Mihaljek Miha, a objavljuje ga diskografska kuća "Jugoton".

## Popis pjesama

### A-strana
1. "Kad bi bio bijelo dugme"
2. "Blues za moju bivšu dragu"

### B-strana
1. "Ne spavaj mala moja muzika dok svira"
2. "Sve ću da ti dam samo da zaigram"
3. "Selma - (stihovi: Vlado Dijak)
4. "Patim evo deset dana"

## Izvođači
- Željko Bebek - vokal
- Goran Bregović - gitara, usna harmonika
- Zoran Redžić - bas gitara
- Ipe Ivandić - bubnjevi
- Vlado Pravdić - orgulje Hammond, sintisajzer Moog, pianino, električni piano

## Produkcija
- Producent - Vladimir Mihaljek Miha
- Projekcija - Miro Bevc
- Tekst i glazba - Goran Bregović (skladbe: A1 i B2, B4)
- Fotografija - Boris Dučić

## Vanjske poveznice
- discogs.com - Bijelo Dugme - Kad Bi' Bio Bijelo Dugme